# Friendster
Friendster是一个2002年創立的社交網路服務网站，总部位于美国加州。這個以朋友圈為基礎的網站比Myspace或Facebook更早設立，後來在美國的頁面瀏覽量被Myspace所超越，该服务允许用户与其他用户联络，并且分享互联网上的内容。Friendster有1.15亿注册用户，每月有6100万独立访问量，90%的流量来自亚洲。Friendster擁有多項社交網站專利權，2010年8月Facebook承認他們向Friendster購買18個專利來使用。